# 2025-ös gravelkerékpár-világbajnokság
A 2025-ös gravelkerékpár-világbajnokság a Nemzetközi Kerékpáros-szövetség (UCI) által minden évben kiírt gravelkerékpár-világbajnokság (UCI Gravel World Championships) 2025-ös eseménye, melyet az eredeti tervek szerint október 18–19. között rendeznének meg.
A rendezést 2022 őszén a franciaországi Nizzának ítélték oda,  de 2025 februárjában a UCI közleményben tudatta, hogy a város nem képes a verseny megrendezésére, ezért új helyszínt és szükség szerint új időpontot keresnek.